# 艾夫·夏蘭特
艾夫·夏蘭特（挪威語：Alfie Håland，原名阿尔夫-英厄·拉斯达尔·哈兰德（挪威語：   或轉寫成Haaland，1972年11月23日—），挪威已退役職業足球員，司職後衛或中場。職業生涯曾在英格蘭球壇征戰多年，曾效力的球會包括諾定咸森林、列斯聯和曼城，亦曾34次代表挪威國家隊上陣。
夏蘭特的死敵為曼聯的隊長堅尼，曾表示對方畏懼其眼神，並指出自己非常痛恨曼聯及與他們的球員勢不兩立。2000/01球季英超，一場曼市打吡戰展開，當時堅尼為了報復夏蘭特，對其作出了極度惡意的從後飛剷，不但直接領紅及被停賽多場，更重創了夏蘭特的腿部。雖然該場比賽夏蘭特能堅持完成，在檢查過後才發現傷患嚴重，與2001年夏天接受手術，最終在2003年回歸。然而，其表現已大幅下滑，黯然掛靴。2011年，夏蘭特短暫復出加盟小球會洛斯蘭（Rosseland），接受完美的退役儀式。
夏蘭特的兒子厄林·哈蘭德亦是職業足球員，司職前鋒，現時效力於英超球會曼城，被认为是世界未来足坛的超级巨星之一。

## 外部連結
- 艾夫·夏蘭特在 National-Football-Teams.com 上的出场纪录
- 足球数据库：Alf-Inge Haaland的球员统计数据